# مزرعه دولاب وسط
مزرعه دولاب وسط یک روستا در ایران است که در دهستان شورآب (ارسنجان) واقع شده‌است. مزرعه دولاب وسط ۴۳ نفر جمعیت دارد.